# Шенаев, Владимир Никитович
Влади́мир Ники́тович Шена́ев (1929, Москва — 2010, Москва) — российский экономист, специалист по экономике Германии, денежному обращению и международным финансам.
Доктор экономических наук (1975), профессор (1977), член-корреспондент РАН (30.05.1997; секция международных отношений), лауреат Государственной премии СССР (1980), вице-президент Академии экономических наук и предпринимательской деятельности, член Международного союза экономистов. Заместитель директора Института Европы РАН (1988—2010).
Лауреат Государственной премии СССР (1980). Награждён орденом «Знак Почёта», медалями «За трудовую доблесть» (1975, 1987) и «Ветеран труда».

## Биография
Родился 31 августа 1929 года в семье служащих. В 1948 году окончил среднюю школу и поступил в Московский финансовый институт. Окончил его в 1953 году и получил диплом экономиста-международника. В том же году поступил в аспирантуру данного института на кафедру «Денежное обращение и кредит». С ноября 1956 по март 1957 года работал ассистентом указанной кафедры. В 1958 году защитил кандидатскую диссертацию на тему «Банки Германии накануне и в период второй мировой войны».
13 марта 1957 года в связи с созданием Института мировой экономики и международных отношений (ИМЭМО) перешёл на работу в этот институт, где проработал 31 год. Сначала был младшим научным сотрудником, затем старшим научным сотрудником, ведущим научным сотрудником, заведующим отделом Западной Европы и заведующим центром западноевропейских исследований. В 1980 г. за серию работ в области международных экономических отношений ему была присуждена Государственная премия СССР.

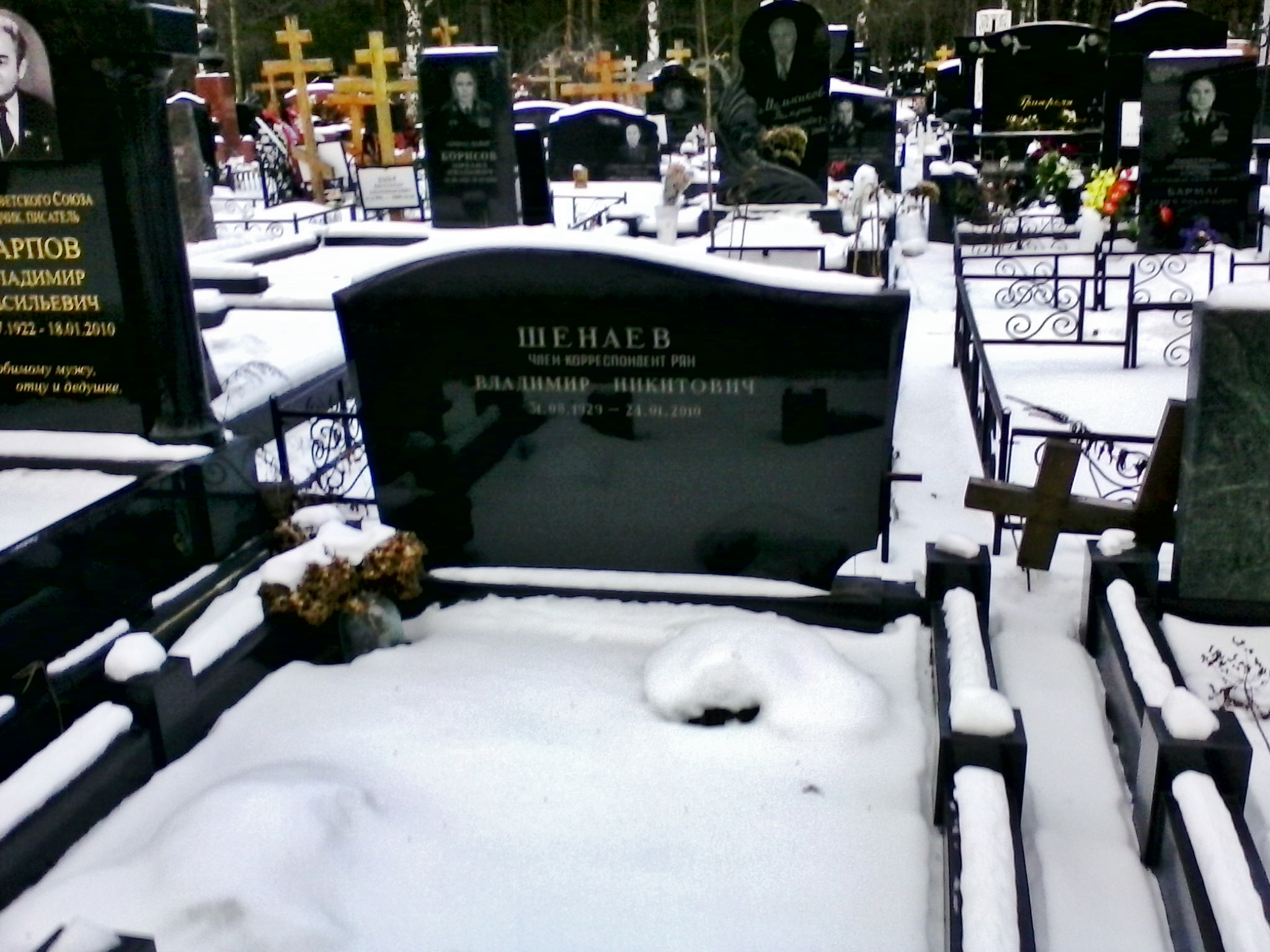
Могила Шенаева на Троекуровском кладбище Москвы

С созданием Института Европы РАН был назначен заместителем директора. В этой должности проработал с 1 апреля 1988 г. до дня смерти.
На протяжении многих лет являлся председателем специализированного диссертационного совета по экономическим наукам Института Европы РАН и членом специализированного совета Финансовой Академии при Правительстве РФ, входил в состав редколлегии журнала «Современная Европа». В качестве эксперта входил в состав комиссий и рабочих групп Государственной Думы и Совета Федерации, а также Российского союза промышленников и предпринимателей. Являлся членом Международного союза экономистов и Вольного экономического общества. Свободно владел немецким языком. Неоднократно участвовал в международных симпозиумах и конференциях.
Являлся одним из ведущих отечественных специалистов в области денежного обращения, валютно-финансовых и кредитных отношений, воспроизводства капитала и механизма функционирования рыночной экономики. В его работах на микро- и макроуровнях исследовалось единство процессов воспроизводства, распределения, обращения и потребления. Внёс значительный вклад в теорию денежного обращения, инфляции, кредитных отношений стран Запада и России, а также в исследование экономики и внешнеэкономической системы Германии.
Умер 24 января 2010 года в Москве, похоронен на Троекуровском кладбище города.
Его брат Шенаев, Вячеслав Никитич (1940—2012) также был учёным, доктором экономических наук, профессором. Их отчества разные по причине ошибки записи в ЗАГСе.

## Труды
Общий объём опубликованных работ — более 250 печатных листов, включая шесть индивидуальных монографий, а также разделы и главы в 60 коллективных монографиях и учебниках.
Индивидуальные монографии:
- Банки и кредит в системе финансового капитала ФРГ (1973);
- Кризис социального хозяйства — теория и действительность (1973);
- Особенности экономического развития Западной Европы (1993);
- Деньги, валюта и платёжный бизнес баланс (1996);
- Денежная и кредитная система России. М.: Наука, 1998.

## Педагогическая деятельность
Вёл большую педагогическую работу в Финансовой Академии при Правительстве РФ. Под его руководством защищено около 40 кандидатских и докторских диссертаций.